# Bulgari

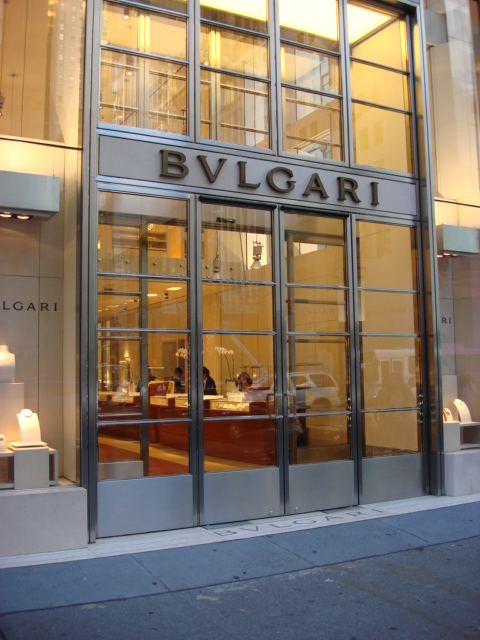
Sklep Bulgari na 5th Ave w Nowym Jorku

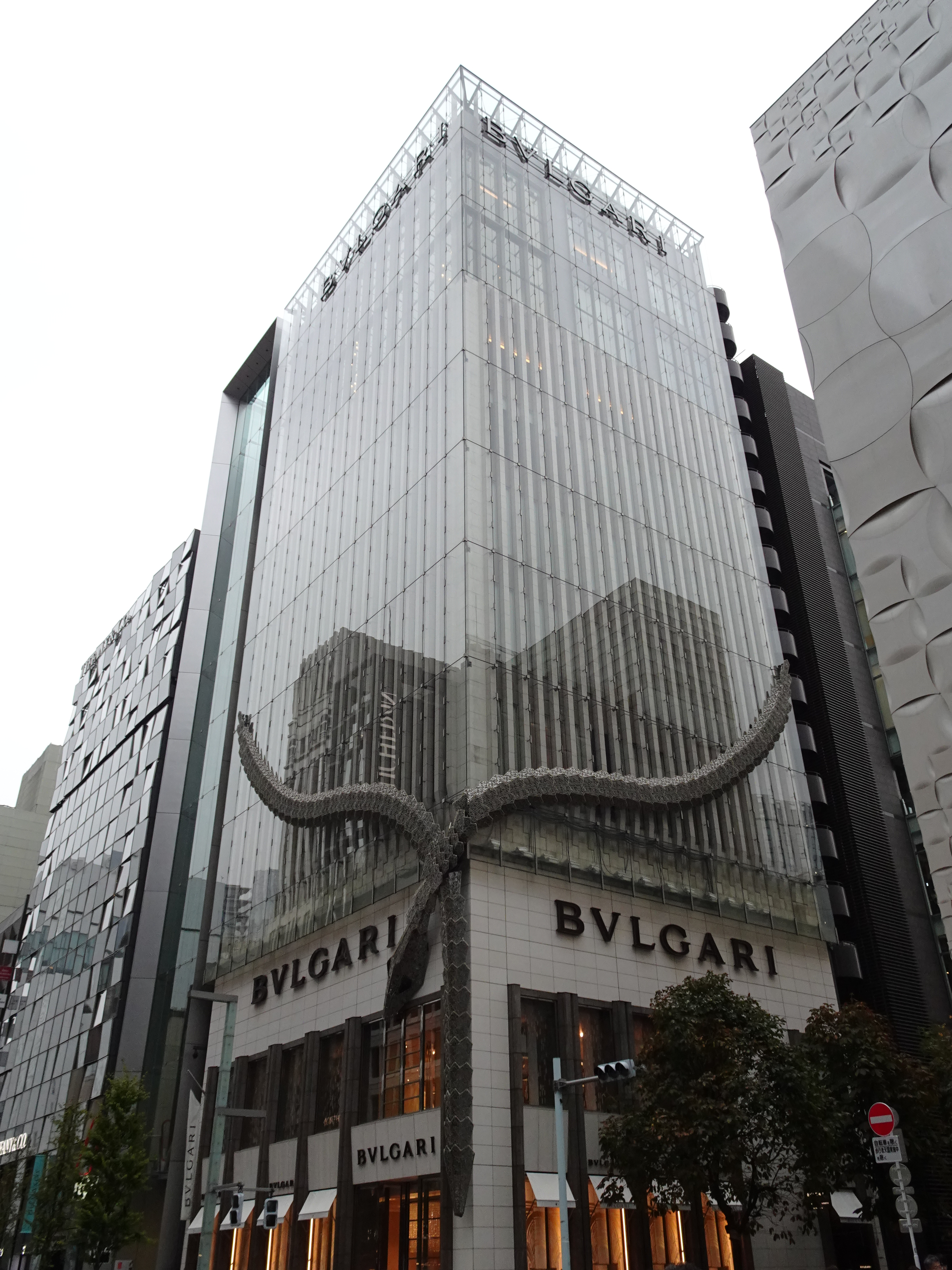
Największy sklep Bulgari mieszczący się w Ginza Tower w Tokio

Bulgari S.p.a., BVLGARI (wymowa włoska: [ˈbulɡari]) – włoska spółka założona w 1884 roku, działająca w sektorze produktów luksusowych (biżuteria, zegarki, perfumy, dodatki i hotelarstwo). Jako trzeci złotnik na świecie, Bulgari należy do francuskiej grupy LVMH.

## Geneza nazwy
Nazwa marki pisana zazwyczaj jako „BVLGARI”  zgodnie z klasycznym alfabetem łacińskim (gdzie v = u) pochodzi od nazwiska rodowego greckiego  założyciela firmy, Sotirios Voulgaris (grec : σωτήριοσ βούλγαρησ wymowa grecka: [soˈtirjos ˈvulɣaris], włoska: Sotirio Bulgari, 1857–1932). 

## Historia

### Korzenie: Sotorios Voulgaris

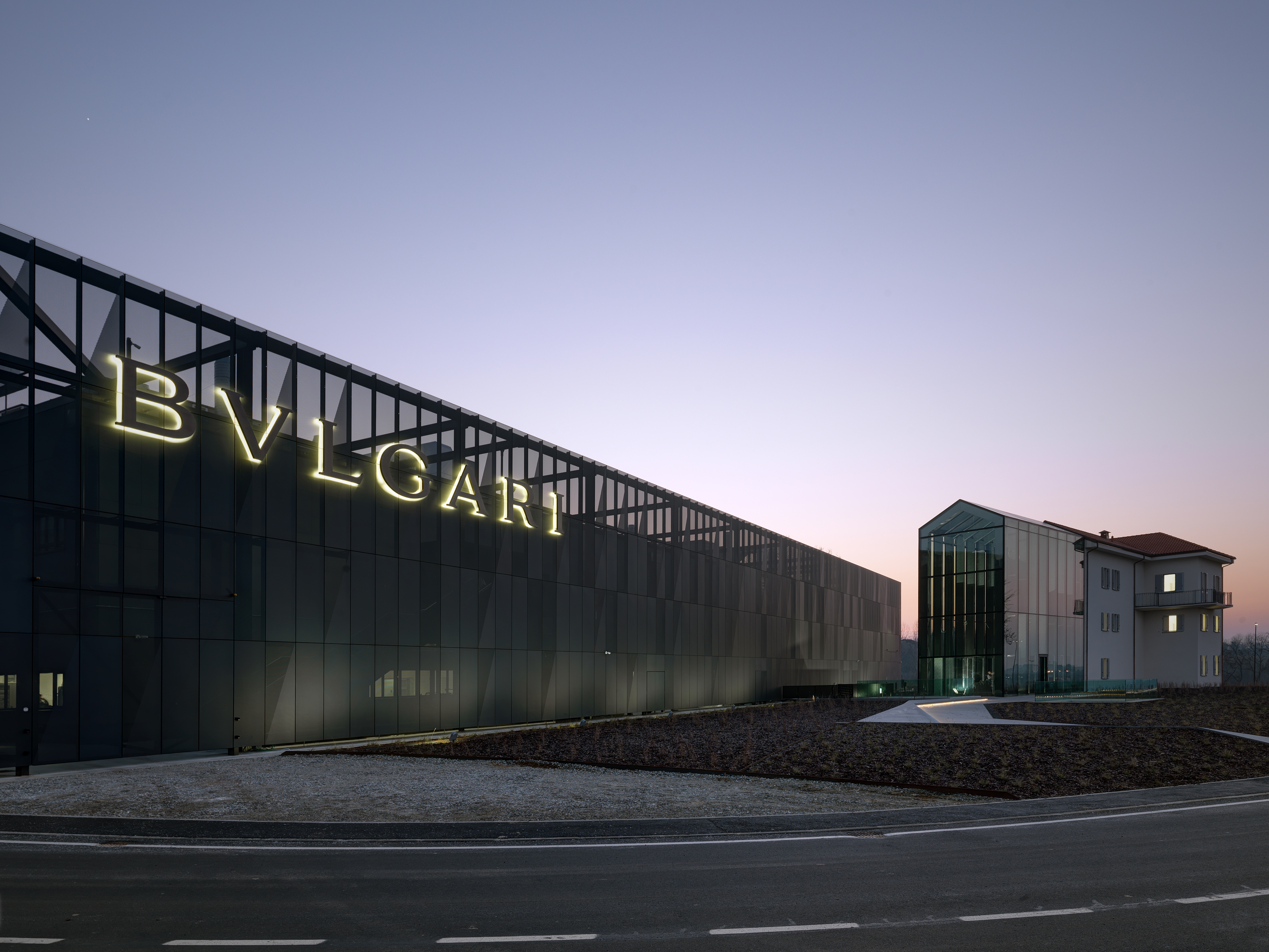
Fabryka Bulgari

Sotirios Voulgaris był greckim złotnikiem pochodzącym z Paramythi, wioski położonej w Epirze (Imperium Osmańskie), gdzie otworzył swój pierwszy sklep, istniejący do chwili obecnej. W 1877 r. wyjeżdża na Korfu, a następnie do Neapolu. W 1881 r. przybywa do Rzymu i otwiera sklepy ze złotem i z antykami, przy czym jeden zostaje otwarty w 1884 r. w dzielnicy przy Via Sistina.
W 1905 r., sklep przy Via Sistina zostaje zastąpiony istniejącym do dzisiaj sklepem admiralskim przy Via Condotti 10, który od tej chwili staje się „zabytkiem historycznym”. Sotirios Voulgaris otwiera go z pomocą swoich dwóch synów: Costantino (1889–1973) i Giorgio (1890–1966). W owym czasie, sklep nosi nazwę „Old Curiosity Shop”, aby przyciągać klientelę anglo-saksońską, przybywającą ze Stanów Zjednoczonych i  Wielkiej Brytanii. Jednak dopiero po roku 1910, zaczyna specjalizować się w złotnictwie, tworząc dzieła inspirowane szkołą paryską lub amerykańską. 
W roku 1932 jego synowie przejmują zarządzanie firmą. Sotirios umiera w 1934 r. W tym samym roku, synowie powiększają sklep przy Via Condotti. Dnia 9 kwietnia 1934 r. zostaje on uroczyście otwarty.

### Lata 50-60: dolce vita
Wraz z otwarciem w Rzymie studia filmowego Cinecittà, rzymski sklep jest odwiedzany przez same sławy dziesiątej muzy: Elizabeth Taylor, Marlenę Dietrich, Clarka Gable’a, Gary Coopera, Audrey Hepburn, Sophię Loren, Romy Schneider czy Ginę Lollobrigidę.

### Lata 70-01: międzynarodowa ekspansja i dywersyfikacja działalności firmy Bulgari[6]
Bulgari w latach '70 otworzył swoje pierwsze sklepy w Nowym Jorku, Paryżu, Genewie i Monte Carlo. Przez wiele lat przedsiębiorstwo zachowało salon wystawowy w nowojorskim hotelu Pierre Hotel.
W 1984 r. wnuki Sotirio, Paolo i Nicola Bulgari zostali nominowani na prezesa i wiceprezesa przedsiębiorstwa, a jego siostrzeniec Francesco Trapani został dyrektorem generalnym. Projekt Trapaniego, polegający na dywersyfikacji przedsiębiorstwa został wdrożony na początku lat 90., wraz z wejściem nowej linii perfum Bulgari. Za jego czasów, przedsiębiorstwo zyskało opinię luksusowej marki, uznawanej na całym świecie.
Na początku roku 2001, Bulgari stało się wspólnym przedsięwzięciem z luksusowym oddziałem Marriott International, zarządzającym również przedsiębiorstwem Ritz-Carlton Hotel l.l.c., mającym na celu lansowanie nowej marki luksusowych hoteli, Bulgari Hotels & Resorts. Bulgari otwiera swój pierwszy hotel w Mediolanie, w 2004 r., ośrodek na wyspie Bali w 2006 r. i jeszcze jeden hotel w Londynie w 2012 r. W roku 2011 Bulgari Bali zostało sklasyfikowane przez czytelników magazynu Smart Travel Asia, na drugim miejscu wśród najlepszych hoteli w Azji.
W 1995 r. przedsiębiorstwo weszło na giełdę włoską. Między 1997 r. a 2003 r. jego przychody wzrastają o 150%.
W 2001 spółka tworzy joint venture z amerykańską siecią hotelową Marriott International Inc., w wyniku czego powstaje sieć hotelowa Bulgari Hotels & Resorts.

### Rok 2010: nabycie Bulgari przez LVMH
7 marca 2011 r. Grupa LVMH ogłasza zakup 51% kapitału grupy i rozważa przystąpienie do przyjacielskiej publicznej oferty zakupu. W ciągu dnia, akcje wzrastają o 60%  na giełdzie w Mediolanie. Ostatecznie udziały LVMH wzrastają do 98,09% we wrześniu tego samego roku. W lutym 2012 r. Rodzina Bulgari odsprzedaje udziały LVMH za kwotę 236,7 miliona euro. 
Dawny dyrektor Bulgari dokonuje zgrabnego połączenia „zegarków i biżuterii” grupy, gdy tymczasem dawny dyrektor Fendi, który wyszedł z „mody i galanterii skórzanej” obejmuje zarządzanie włoskim jubilerstwem. 
LVMH, będący właścicielem łącznie 3,7 miliarda euro, kładzie nacisk na rozwój marki: podwyższa inwestycje, tworzy centrale zakupu dla wszystkich marek jubilerskich grupy i informuje o chęci wdrożenia marki włoskiej na Place Vendôme od 2015 r. zastępując jubilera Buccellati. 
W 2012 r. Bulgari posiada 180 punktów sprzedażowych na świecie: dochodzi do znacznego rozwoju międzynarodowego, jak i nabywania franczyzy marki.

## Ewolucja kształtu
Biżuteria zaprojektowana na początku lat 20-30 wpisuje się w styl art déco dzięki swoim czystym formom i geometrycznej stylizacji, łączonej w dalszym ciągu z platyną. Lata 30. naznaczyły się kreacjami z motywami z diamentów o różnych rozmiarach, łączonych z kamieniami w kolorze: szafiru, szmaragdu czy rubinu. Niektóre ozdoby były „zmienne” i mogły być noszone zarówno jako kolia, ale też jako bransoletka, natomiast broszki mogły błyskawicznie przeistoczyć się w zawieszkę. 
Skrępowany ograniczeniami II wojny światowej, Bulgari wymienia platynę z zaciskanymi diamentami na złoto używane z mniejszą ilością kamieni. Design staje się delikatniejszy, o naturalnej inspiracji. Bulgari oddala się od surowych reguł szkoły francuskiej i tworzy jedyny w swoim rodzaju styl, inspirowany grecko-rzymskim klasycyzmem, włoskim renesansem i XIX-wieczną rzymską szkołą złotniczą.
Powojenny boom gospodarczy pozwolił na powrót białego metalu zdobionego drogocennymi kamieniami, a wśród nich również diamentami. Pod koniec lat 50., Bulgari znajduje upodobanie w bardziej zaokrąglonych formach; zastosowanie grubego szlifu kaboszonowego upowszechnia się i staje się marką fabryczną. Styl Bulgari rozpowszechnia się również dzięki kształtom ze strukturowanego, symetrycznego i kompaktowego złota oraz dzięki licznym połączeniom kamieni szlachetnych.  
Dzieła z lat '70 wyróżniają się swoją różnorodnością. Są inspirowane sztucznymi ogniami, sztuką orientalną z często stosowanym motywem węży, oraz pop artem z kolekcją „stars and strips” rozpowszechnioną przez Andy Warhola. W tym czasie, żółte złoto figuruje wśród uprzywilejowanych materiałów, a używanie zaciskanych, elementów owalnych, kaboszonów i diamentów staje się fabryczną marką Bulgari, równie znaną jak masywne łańcuchy ze złota.
Lata '80 charakteryzują się wielkością, żywymi kolorami, prostymi formami i stylizowanymi motywami dekoracyjnymi. W latach '90, przetrwało zastosowanie złota żółtego, ale styl Bulgari jest mniej strukturalny.

## Zegarki i bransoletki
Szwajcarska filia o nazwie Bulgari Haute Horlogerie SA, jest odpowiedzialna za produkcję zegarków Bulgari. Została otwarta w 1980 r. i ma siedzibę w mieście Neuchâtel. Bulgari Haute Horlogerie zatrudnia około 500 osób.
Bulgari rozwija własne modele i własne dodatki, łącząc najbardziej złożone mechanizmy z klasycznymi modelami. Kolekcja zegarków Bulgari posiada następujące linie: Bulgari-Bulgari, Sotirio-Bulgari, Assioma, Astrale, Serpenti, B.Zero1, Daniel Roth, Rettangolo, Ergon, Diagono and Octo.

## Sklepy
Sprzedaż produktów Bulgari jest oparta na sieci około 300 sklepów, rozsianych w najbardziej prestiżowych centrach handlowych. Największy na świecie sklep Bulgari znajduje się w Tokio w „bulgari ginza towers”, zajmując 940 metrów kwadratowych powierzchni sprzedażowej, łącznie z restauracją i barem. 

### Ameryka Północna
Północnoamerykańskie sklepy Bulgari, jak i jego dystrybutorzy znajdują się w Atlancie, Beverly Hills, Bal Harbour, Boca Raton, Bethesda, Chevy Chase, Chicago, Costa Mesa, Dallas, Honolulu, Houston, Nowym Jorku, Las Vegas, Los Angeles, Meksyku, Montrealu, Palm Beach, San Francisco, Short Hills, Waikīkī i Scottsdale w stanie Arizona.

### Ameryka Południowa
Południowoamerykańskie sklepy Bulgari oraz jego dystrybutorzy znajdują się w Limie, Bogocie, São Paulo, Margarita i Quito.

## Działalność charytatywna
W latach 2009–2011 Bulgari ofiarowało 12 milionów euro stowarzyszeniu Save The Children. Współpraca została odnowiona pod koniec 2011 roku. Do chwili obecnej, darowizny objęły pomocą 334 101 dzieci i pozwoliły na wykształcenie 9 899 nauczycieli oraz zaproponowanie działań rehabilitacyjnych w 206 szkołach.